# Irské povstání z roku 1798

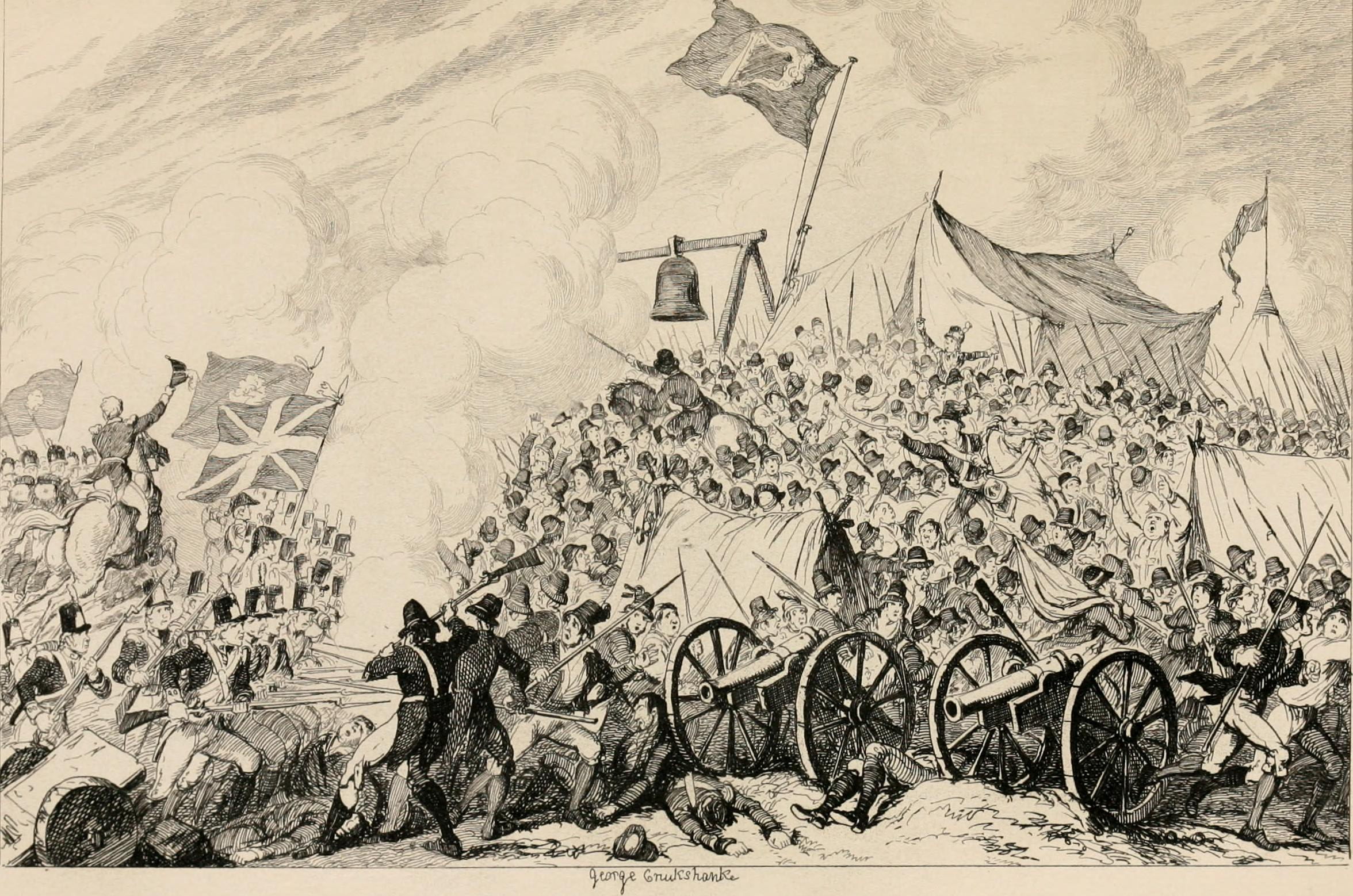
Povstání na kresbě George Emmetta z roku 1854

Irské povstání z roku 1798, irsky Éirí Amach 1798, byla rebelie proti britské nadvládě v Irsku. Vedla ji organizace Society of United Irishmen, radikální, liberální, republikánská politická skupina inspirovaná francouzskou a americkou revolucí a vedená především Wolfem Tonem. Povstání mělo i náboženský význam, zorganizovala ho skupina presbyteriánů a podpořili ho částečně i katolíci, kteří neměli takřka žádná práva, ačkoli v Irsku tvořili většinu obyvatelstva. Akce měla i mezinárodněpolitický rozměr, když ji podpořila francouzská armáda. To byl jeden z důvodů, proč Britové zakročili velmi tvrdě, potlačení povstání si vyžádalo 10 000 – 30 000 obětí.

## Vývoj
Od roku 1691 bylo Irsko ovládáno malou skupinou irských anglikánů seskupených v Church of Ireland, kteří byli loajální k britské koruně. Ti utlačovali jak většinové katolíky, tak neanglikánské protestanty, mezi nimiž nejvýznamnější byli presbyteriáni. Formálně bylo Irsko s Británií sice jen v personální unii, ale kvůli zákonům jako Poynings' law z roku 1494 nebo Declaratory Act z roku 1719 (který dal Britům právo vetovat zákony přijaté irským parlamentem a nakonec i schvalovat zákony pro Irsko v Londýně) mělo Irsko ve skutečnosti menší nezávislost než například většina britských severoamerických kolonií.
Když museli Britové vyslat vojenské jednotky z Irska do vzbouřených amerických kolonií a Francie vojensky podpořila tuto americkou válku za nezávislost, Londýn vyzval irské dobrovolníky, aby vytvořili milice pro případ invaze z Francie. K milicím se skutečně připojilo mnoho tisíc Irů. Žádali za to ale více politických práv. Roku 1782 jim britská koruna dala samosprávu a více nezávislý parlament. Jemu dominovala Irish Patriot Party vedená Henry Grattanem, proto je v irské historiografii parlament z tohoto období často nazýván Grattanův parlament.

Vlajka Society of United Irishmen

V roce 1791 vznikla v Belfastu malá skupina protestantských, zprvu anglikánských liberálů, která si začala říkat Society of United Irishmen. Jejich cílem byla větší nezávislost na Británii. Oslovili přitom presbyteriány, katolíky, metodisty i další křesťanské skupiny, a ti všichni začali do organizace vstupovat, zejména do její později vzniklé dublinské pobočky. Ta pak navrhla demokratické reformy, z nichž část v roce 1793, s jistým váháním, schválil Grattanův parlament. Průlomové byly především zákony, jež umožnily majetnějším katolíkům volit (jakkoli nikoli být voleni nebo jmenováni do úřednických funkcí).
Francouzská revoluce ještě zesílila liberální požadavky a povzbudila naděje a sebevědomí zvláště katolíků, neboť Francie byla katolickou zemí. Vypuknutí války mezi Británií a Francií ovšem přinutilo United Irishmen přejít do ilegality a částečně i do exilu, například vůdce hnutí Wolfe Tone odjel do Spojených států. Přesto organizace trvale rostla, do roku 1797 měla nejméně 200 000 členů (z nich se ale ozbrojeného povstání později zúčastnila jen menší část). V ilegalitě začala organizace spolupracovat s katolickými venkovskými bojůvkami zvanými Defenders, které si již od roku 1793 začaly opatřovat zbraně. Loajalisté cítící hrozbu povstání proti tomu založili roku 1795 radikální protestantskou organizaci Oranžský řád.
Tone v roce 1796 odjel do revoluční Francie a požádal její vedení o vojenský zásah v Irsku, přičemž slíbil, že v momentě invaze vypukne profrancouzské a protibritské povstání. Problémem bylo, že v té době již irští katolíci měli o revoluční Francii značné pochybnosti, neboť věděli o masakrech katolických kněží, protináboženské ideologii revolucionářů i francouzské válce s papežem.
Tone ve Francii nicméně uspěl, a ta vyslala svou Expédition d'Irlande, skupinu 14 000 francouzských vojáků vedených generálem Lazarem Hochem. U břehů Irska v Bantry Bay přistála v prosinci 1796, nicméně bouře, nerozhodnost velitelů a obecně špatné francouzské námořnické schopnosti jí zabránily se vylodit. Francouzská flotila byla nucena se vrátit domů. Britové vzápětí reagovali na zprávy o spolčení s Francouzi velmi tvrdě, vyhlásili stanné právo a zejména v Ulsteru spáchali řadu krutostí. Běžné bylo mučení zajatců a vypalování domů. Na řadě násilností se podílel Oranžský řád. Dobytí Říma Francouzi v roce 1798 navíc přimělo katolickou církev v Irsku zaujmout probritský postoj.
Neustávající teror nicméně rebely přinutil jednat. Vůdci United Irishmen Samuel Neilson a Edward FitzGerald se při nepřítomnosti Toneho, jemuž se nepodařilo s Francouzi přistát, rozhodli započít povstání i bez Francouzů a hlavního lídra, a to 23. května. Povstání mělo začít obsazením Dublinu, jenže britským zpravodajcům se podařilo tyto informace získat a britská armáda vstoupila do Dublinu hodinu před povstalci. Pozatýkala většinu vůdců povstání ve městě a odrazila povstalce, kteří mířili z venkova. Naopak v okolí Dublinu povstání probíhalo úspěšně a povstalci dobývali okres za okresem. 24. května Britové na rebely mimo Dublin začali útočit. Nejtěžší boje se odehrávaly v kraji Kildare, ale i tam povstání nakonec prohrálo. V hrabství Wicklow trvalo nejdéle, rebely zde vedl generál Joseph Holt. Kapituloval v říjnu. Rebelové měli největší úspěch ve Wexfordu, kde získali kontrolu nad celým krajem. 20 000 britských vojáků však nakonec porazilo wexfordské povstalce v bitvě na Vinegar Hill 21. června.
22. srpna, téměř dva měsíce po porážce povstání, přistála asi tisícovka francouzských vojáků generála Jeana Josepha Amable Humberta na severozápadě země, v hrabství Mayo. Připojilo se k nim 5000 místních rebelů a zahnali Brity na potupný útěk (známý též jako Castlebarské závody). Vyhlásili dokonce Irskou republiku s Johnem Moorem jako prezidentem. Republika však žila jen dvanáct dní. Její síly byly poraženy 8. září 1798 v bitvě u Ballinamucku. Francouzské jednotky, které se vzdaly, byly repatriovány do Francie a vyměněny za britské válečné zajatce. Zajaté Iry čekal tvrdší osud, byli popraveni. 12. října 1798 se další francouzská eskadra o síle 3000 mužů, pokusila přistát v hrabství Donegal poblíž Lough Swilly. Byla však napadena silami Britského královského námořnictva a nakonec po tříhodinové bitvě pokus o vylodění vzdala. Při třetím francouzském nájezdu byl zatčen i Wolfe Tone. Byl odsouzen k trestu smrti oběšením, předtím však spáchal ve vězení sebevraždu.
Po povstání se po Irsku pohybovaly dlouho rebelské zbytky vedoucí partyzánskou válku, například ve Wexfordu přežila malá ohniska odporu a poslední povstalecká skupina vedená Jamesem Corcoranem byla poražena až v únoru 1804. Hlavním politickým výsledkem povstání však bylo, že Britové Irsku odňali poslední zbytky autonomie a přinutili irský parlament v roce 1800 přijmout zákon o připojení k Británii (viz Zákony o unii z roku 1800). 1. ledna 1801 tak vznikl stát Spojené království Velké Británie a Irska. Irové ztratili definitivně samostatnost, na příštích 122 let.